# Shōei Mishina
Shōei Mishina (三品彰英, Mishina Shōei; 5 de julio de 1902-19 de diciembre de 1971), fue un historiador y mitólogo japonés que se especializó en la historia de Corea y de Japón.
En 1928, Mishina se graduó de la Facultad de Historia de la Literatura de la Universidad de Kioto. Antes del trascurso de la Segunda Guerra Mundial fue profesor en la Universidad de Kioto y en la Armada Imperial Japonesa. En 1945 abandonó su cargo como profesor en la Armada Imperial y comenzó a impartir conferencias Universidad de Ōtani, donde se convirtió en profesor en 1946. Después, fue profesor en la Universidad de Doshisha entre 1955 y 1960, y posteriormente, fue director del museo municipal de Osaka y profesor en la Universidad de Bukkyo. 
Cabe destacar que Mishina fue profesor del historiador Hideo Inoue, y a partir de 1960, mantuvo en Kansai a un Grupo de Estudio, compuesto por varios investigadores, sobre la historia antigua japonesa.
- Datos: Q11354687